# Akrotatos
Akrotatos (starořecky Ἀκρότατος) byl králem Sparty od roku 265 před Kr. do roku 262 před Kr. Pocházel z královské rodiny Agiovců. Jeho spolukrálem z královského rodu Eurypontovců byl Eudamidas II. (275 - 244 před Kr.).
Byl synem a nástupcem Area I., který v roce 265 před Kr. zemřel v boji během Chrémonidovej války při Korintu. Akrotatos si jako mladý korunní princ začal nezákonný milenecký vztah s Chilonis, která byla mladou manželkou otcova strýce Kleonyma. Kleonymos byl již v minulosti zklamaný, když ho Gerúsia nezvolila za krále Sparty.
Po tom všem v roce 272 před Kr. Kleonymos okamžitě opustil Spartu av Makedonii požádal Pyrrha epirští o vojenskou podporu na ovládnutí Sparty. Pyrrhos souhlasil, neboť zamýšlel vítězstvím získat kontrolu nad celým Peloponésem. Využili nepřítomnost krále Area, který byl s 2 000 vojáky na vojenské expedici na Krétě a zaútočili. Vojsko Sparty porazili v otevřeném boji, ale dobýt Spartu se jim nepodařilo. Akrotatos organizoval obranu Sparty a díky udatnosti obránců vydrželi, dokud se jeho otec Areus s vojskem vrátil a i za pomoci vojska z Argu Spartu ubránili. Pyrrhos hned potom zaútočil na Argos, kde zemřel při pouličních bojích.
Akrotatos se po těchto událostech oženil s Chilonis a když otec Areus v roce 265 před Kr. zemřel, stal se králem Sparty. Vládl krátce, do roku 262 před Kr. V bitvě proti tyranovi Aristodemovi při megapolisu padl, krátce poté mu Chilonis porodila syna Area, který se stal jeho následníkem.